# Lariksspinselbladwesp
De lariksspinselbladwesp (Cephalcia lariciphila) is een vliesvleugelig insect uit de familie van de spinselbladwespen (Pamphiliidae). De wetenschappelijke naam van de soort is voor het eerst geldig gepubliceerd in 1898 door Wachtl.